# Sân bay Antonio Maceo
Sân bay Antonio Maceo (IATA: SCU, ICAO: MUCU) là một sân bay quốc tế ở Santiago, Cuba
Sân bay này có bức tranh Che Guevara trên bức tường bên ngoài. Giáo hoàng Gioan Phaolô II đã bay tới sân bay này trong chuyến thăm Cuba, và qua Sân bay Quốc tế José Martí ở La Habana.

## Các hãng hàng không và các tuyến điểm
- Aerocaribbean (La Habana, Holguin, Port-au-Prince, Santiago, Santo Domingo)
- Aerogaviota (Cayo Coco, La Habana, Holguin, Varadero)
- Aerotaxi (Cayo Coco, Cayo Largo del Sur, La Habana, Varadero)
- American Airlines(Miami)-charter
  - American Eagle (Miami) - charter
- Caribair (Santiago, Santo Domingo, Port-au-Prince, Puerto Plata)
- Cubana de Aviación (Cienfuegos, La Habana, Holguin, Madrid, Montreal, Paris-Orly, Varadero)
- Neos (Milan-Malpensa)
- Pan Am World Airways Dominicana (Port-au-Prince, Santo Domingo)
- Skyservice (Toronto-Pearson)
- Sunwing Airlines (Montreal, Ottawa, Toronto-Pearson)
- XL Airways France (Paris-Charles de Gaulle)